# Elvy Stream Waterfall
Der Elvy Stream Waterfall ist ein kleiner Wasserfall im Gebiet der Ortschaft Pelorus Bridge im Marlborough District auf der Südinsel Neuseelands. Er liegt im Lauf des Elvy Sream, der in nördlicher Fließrichtung unweit des Wasserfalls in den Te Hoiere / Pelorus River mündet. Seine Fallhöhe beträgt rund 3 Meter.
Vom Parkplatz an der Brücke des New Zealand State Highway 6 über den Pelorus River führt ein Wanderweg nach 20 Minuten am Elvy Waterfall vorbei und nach insgesamt rund einer Stunde zum hier beschriebenen Wasserfall.